# Katerini
Katerini (grčki: Κατερίνη, Staro ime grada bilo je: Ekaterini,grčki: Αικατερίνη) je grad u grčkoj periferiji Središnjoj Makedoniji. Katerini je glavni grad prefekture Pieria. Grad leži u ravnici Pieria, između planine Olimp i zaljeva Termaikos, na prosječnoj visini od 14 m. Ovaj noviji grčki grad ima 56 576 stanovnika (po popisu iz 2001. godine). Katerini se nalazi blizu Soluna, drugog grčkog grada, i na izvjesni način je satelitski grada Soluna, njegov rast ovisio je o Solunu. Grad se nalazi na trasi najvažnijih grčkih prometnica;  autocesta Solun - Atena ( E75) i željeznička pruga Solun - Atena. 
Katerini u posljednje vrijeme postaje i turističko odredište zbog blizine mora
(6 km) ali i zbog blizine poznatih arheoloških nalazišta poput grada Diona  (V st. pr. Kr. koji je udaljen 17 km od centra Katerinija) venecijanske utvrde u mjestu Platamon i blizina lijepih plaža u mjestima Korinos, Paralia i Olympiaki Akti (ili Katerinoskala). Pored grada na 20 km nalazi se i mitska planina Olimp s gradom bogova Litochoro.

## Porijeklo imena
Ime grada potječe od svete Katarine Aleksandrijske (Agia Aikaterini), koja je živjela u IV st. n.e. Katerini je ušao u sastav Grčke tek 16. listopada, 1912.

## Rast stanovništva tijekom vremena
| Godina | Stanovnika | Promjene     | Stanovništvo općine | Promjene     |
| ------ | ---------- | ------------ | ------------------- | ------------ |
| 1981   | 38,404     | -            | -                   | -            |
| 1991   | 43,613     | 5,209/13.56% | 48,673              | -            |
| 2001   | -          | -            | 56,576              | 7,903/16.24% |

## Poznati stanovnici
Alexandros Tziolis- nogometaš.

## Zbratimljeni gradovi
- Čačak, Srbija
- Moosburg, Austrija
- Maintal, Njemačka
- Surgut, Rusija

## Vanjske poveznice
- Službene stranice grada Katerini  Arhivirana inačica izvorne stranice od 8. veljače 2009. (Wayback Machine) (grč.)